# Феранте Гонзага (1550 – 1605)
Вижте пояснителната страница за други личности с името Феранте Гонзага.
Феранте Гонзага (на италиански: Ferrante (Ferdinando) Gonzaga; * 1550, Сан Мартино дал'Арджине; † 11 февруари 1605, пак там) от кадетския клон Гонзага ди Сабионета е Боцоло на рода Гонзага е италиански кондотиер и граф на Боцоло, маркиз на Гацуоло (1555 – 1605), господар на Сан Мартино дал'Арджине (1593 – 1605).

## Произход
Той е син на кондотиера Карло Гонзага (* 1523, † 1555), маркиз на Гацуоло, и на съпругата му Емилия Кауци Гонзага (* 1524, † 1573). По бащина линия е внук на Пиро Гонзага и Камила Бентивольо, а по майчина – на Федерико II Гонзага, 1-ви херцог на Мантуа, и Изабела Боскети. Има шест братя и три сестри:
- Пиро II (* 1540, † 1592), принц на Боцоло, съпруг на Франческа Гуериери;
- Шипионе (* 1542, † 1592), кардинал
- Франческо (Анибале) (* 1546, † 1620), епископ, францисканец
- Алфонсо (* 1549, † 1569), кондотиер
- Джулио Чезаре (* 1552, † 1609), принц на Боцоло, съпруг на Фламиния Колона;
- Поликсена, маркиза на Сан Секондо като съпруга на Феранте де Роси;
- Джулио Чезаре († млад)
- Камила, съпруга на Сфорца д'Апиано д'Арагона;
- Лаура, бенедиктинска монахиня

## Биография
Той е изпратен на много млада възраст в императорския двор на Максимилиан II и остава там до 1568 г.
През 1581 г. заменя брат си Пир като кавалерийски капитан във войната във Фландрия, където е тежко ранен по време на битка при Гент. Той се завръща във феодалното си владение през 1586 г., но през 1587 г. отново е в Белгия и се бие до 1592 г. За своята военна доблест той е произведен в рицар на Ордена на Свети Яков на меча. 
През 1600 г. император Максимилиан II го назначава за фелдмайстор и губернатор на Унгария. Той се бие с турците по време на кървава битка при Токай и се завръща в родината си през 1602 г.
Умира през 1605 г. на 54-55 г. 

## Брак и потомство
∞ 1593 за Изабела Гонзага ди Новелара (* 1576, † 1630), дъщеря на маркграф Алфонсо I Гонзага от Новелара и на съпругата му Витория да Капуа, от която има седем сина и една дъщеря:
- Шипионе Гонзага (* 18 февруари 1595, Сан Мартино дал'Арджине, † 12 май 1670 пак там), принц на Сабионета, ∞ 1 януари 1604 за Мария Анна Матей († 1658), римска благородничка, от която има 3 сина;
- Алфонсо Гонзага (* 1596, Сан Мартино дал'Арджине, † август 1659 пак там), маркиз на Помаро, бездетен;
- Карло Гонзага (* 1597 Сан Мартино дал'Арджине, † 24 април 1636 Боцоло), губернатор на Боцоло през 1631
- Луиджи Гонзага (* 1599 † 1660), кондотиер, ∞ за Изабела Аренберг (* 1615, † 1677), от която има 1 син и 1 дъщеря;
- Камило Гонзага (* 1600, Сан Мартино, † 1659, Сплит), кондотиер
- Изабела Гонзага
- Федерико Гонзага, военен
- Анибале Гонзага (* 1602 Боцоло, † 2 август 1668, Виена), принц на Боцоло, ∞ 1. 1636 за Хедвига Мария фон Саксония-Лауенбург (* 1597 † 1644), дъщеря на херцог Франц II херцог на Саксония-Лауенбург и на Мария от Брауншвайг-Волфенбютел, от която има 3 сина и 3 дъщери 2. 1646 за унгарската аристократка Мария Барбара Чаки Кьорьошеш Адьоран († 1668), от която има 2 сина и 1 дъщеря.

След смъртта на Феранте Изабела се омъжва за братовчед си Винченцо II Гонзага, херцог на Мантуа, който преди това е кардинал.